# Theodorus Leonardus van der Wurff
Theodorus Leonardus van der Wurff (Utrecht,  6 augustus 1836 – aldaar 18 juli 1900 ) was een Nederlands organist en leider van een kerkkoor.
Hij werd als vierde van negen kinderen geboren binnen het gezin van organist Lambertus van der Wurff (13 mei 1806-7 december 1855) en Joanna Maria van Rhijn. Hijzelf bleef ongetrouwd (zijn verklaring van overlijden meldde geen echtgenote) Hij ging studeren aan de Koninklijke Muziekschool in Den Haag. Docenten waren er Charles van der Does (piano), Van Gelder (cello) en Willem Nicolaï (muziektheorie). Hij rondde zijn studie in vier jaar af.
Vervolgens vestigde hij zich in Utrecht als pianist en cellist en gaf aldaar ook muzieklessen aan de Utrechtse Muziekschool; hij was er de eerste leraar solo-piano. Onder zijn leerlingen bevonden zich Johan Wagenaar, Gerard von Brucken Fock en Willem Mengelberg.
Hij componeerde ook Drei Lieder nach Heinrich Heine.
Hij overleed na een lang ziekbed en werd begraven op de Rooms-Katholieke Begraafplaats Utrecht.
- International Standard Name Identifier: 0000 0003 8824 2567
- Nederlandse Thesaurus van Auteursnamen: 242200451
- Virtual International Authority File: 281322259
- WorldCat: E39PBJymB7KrBX48XbMDyTdJDq